# Homaliopsis forbesii
Homaliopsis forbesii är en videväxtart som beskrevs av Spencer Le Marchant Moore. Homaliopsis forbesii ingår i släktet Homaliopsis och familjen videväxter. Inga underarter finns listade i Catalogue of Life.